# Olivier Girault
Olivier Girault (Pointe-à-Pitre, Gvadalupe, 22. veljače 1973.), umirovljeni francuski rukometaš i reprezentativac te aktualni trener rukometnog kluba Paris HB. Kao bivši reprezentativni kapetan Girault je osvojio svjetsko, europsko i olimpijsko zlato s Francuskom. Igrao je na poziciji lijevog vanjskog. 

## Biografija i karijera
Olivier Girault je rođen 22. veljače 1973. u Pointe-à-Pitreu. Rukomet je počeo igrati u Vaires-sur-Marneu, da bi s 18 godina prešao u Livry-Gargan HB. Tamo će, nakon što je potpisao profesionalni ugovor, 1994. godine debitirati u prvoj francuskoj ligi. Iako 1995. godine potpisuje za Paris HB, odlazi na posudbu u drugoligaški klub Massy Essonne HB. Godine 1998. otišao je na jednu sezonu u Španjolsku, gdje igra za klub Bidasoa Irún. Godine 1999. vraća se i, napokon, igra u pariškoj momčadi s kojom će 2001. igrati u finalu kupa, 2005. će postati doprvak, a 2007. osvojit će Francuski rukometni kup.
Dana 16. lipnja 1997. debitirao je za reprezentaciju i to protiv Španjolske. U 11 godina igranja, sakupio je 235 nastupa i postigao 539 pogodaka. Godine 2001., na prvenstvu u Francuskoj, Girault je osvojio svjetsko zlato koje će upotpuniti i dvama brončanim medaljama (Portugal 2003. i Tunis 2005.). Godine 2006., na europskom prvenstvu u Švicarskoj osvaja zlato, a dvije godine kasnije, u Norveškoj, osvaja broncu. S reprezentacijom je osvojio još i 4. mjesto na svjetskom prvenstvu u Njemačkoj i na europskom prvenstvu u Hrvatskoj, dva 6. mjesta (EP u Švedskoj i Sloveniji) i 7. mjesto u Italiji. Po povlačenju Grégoryja Anquetila i Jacksona Richardsona, preuzima kapetansku traku i vodi momčad do (prvog) olimpijskog zlata u Pekingu 2008. godine. Nakon turnira završava svoju reprezentativnu karijeru. 
Dvije godine bio je trener-igrač kluba Paris HB, da bi se 2010. godine povukao u mirovinu i nastavio raditi kao trener u Parizu. Dobitnik je ordena Legije časti, a sudjeluje i kao rukometni savjetnik i komentator na francuskoj televiziji France 2.